# Малый Ковш

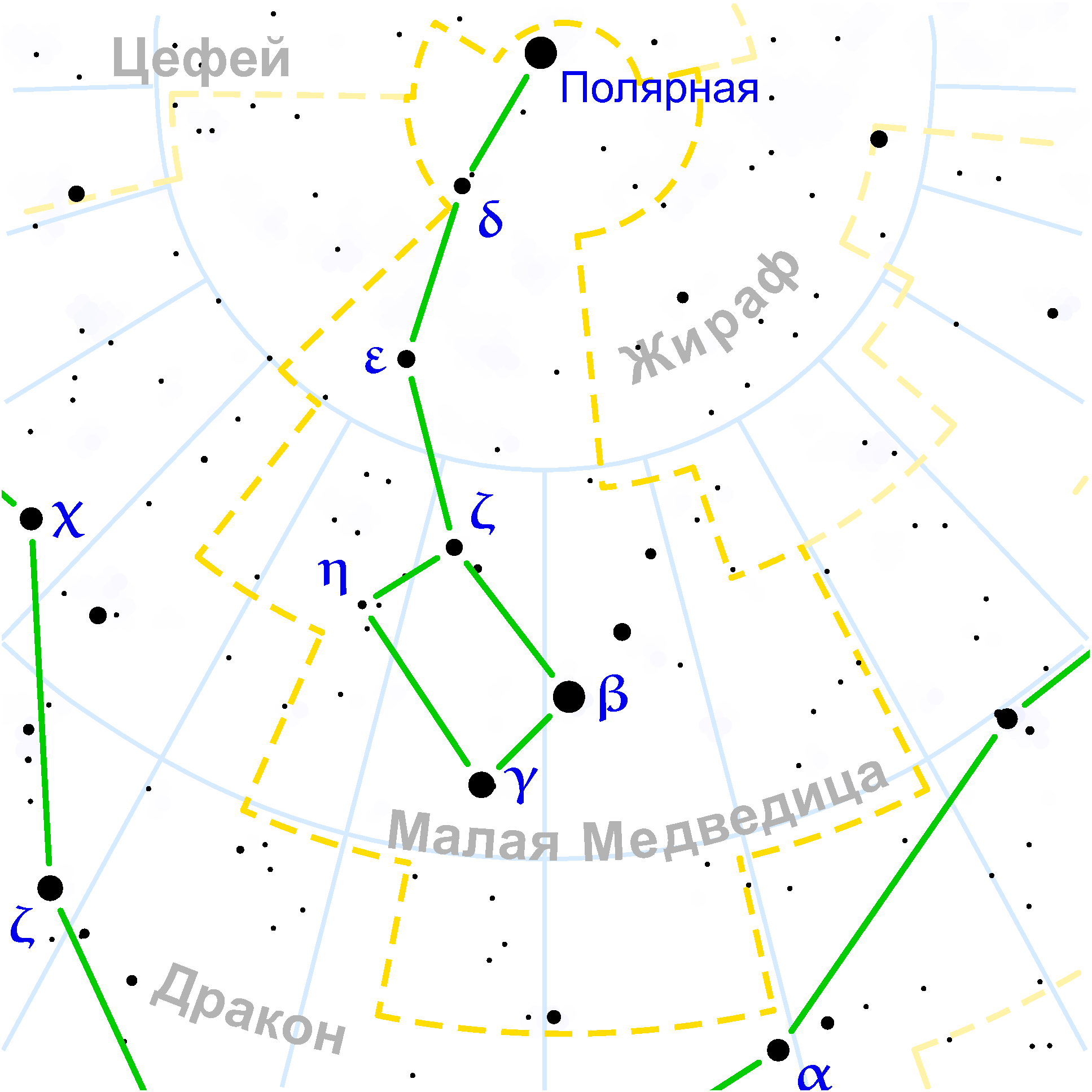
Малая медведица

Астеризм Малый Ковш образует характерную запоминающуюся фигуру на небе. Включает семь звёзд — α (Полярная), β (Кохаб), γ (Феркад), δ, ε, ζ и η Малой Медведицы. Малый Ковш напоминает формой астеризм Большой Ковш, расположенный недалеко в созвездии Большая Медведица.
Пара крайних звёзд Ковша (Кохаб и Феркад) представляют собой астеризм Стражи Полюса.